# 李贊 (成化進士)
李贊（1453年—1512年），字惟诚，号平轩，直隸蕪湖縣人，明代政治人物、书法家。

## 生平
成化十六年（1480年）庚子科應天府鄉試舉人，二十年（1484年）甲辰科二甲進士，與弟李貢同榜。二十二年授吏部文选司主事，弘治改元，轉考功司员外郎，丁母憂歸。服闋，改兵部武选司员外郎，升车驾司郎中，久之，改武选司，弘治十四年（1501年）正月升陕西布政司左参政，十八年十二月升浙江右布政使。正德二年（1507年）五月升本司左布政使，因李赞于已故都御史钱钺籍没之时，常流涕不忍，刘瑾闻而恶之，正德四年五月令致仕。正德七年壬申四月六日卒于家，年六十。

## 家族
西平郡王李晟之後。其家原籍江西吉水。祖父李泰生迁至芜湖，开馆教学。父李永随之，从此定居，曾任过浙江诸暨县儒学训导。李永建雅積樓，藏书万卷，悬“雅积”匾额，因此得名。弟李貢，官兵部右侍郎。